# Liste von Persönlichkeiten der Gemeinde Holzwickede
Diese Liste von Persönlichkeiten der Gemeinde Holzwickede umfasst die Bürgermeister, Ehrenbürger, Söhne und Töchter, sowie weitere Persönlichkeiten mit Bezug zur Gemeinde.

## Bürgermeister

### Bürgermeister seit 1950
- 1950–1967: Erwin Heller (WG), letzter Bürgermeister Holzwickedes vor der Zusammenlegung mit Hengsen und Opherdicke
- 1967–1968: Walter Adelt (SPD) († 2015)[1] (ernannt bis zur ersten Bürgermeisterwahl der neuen Gemeinde)
- 1968–1969: Erwin Heller (WG)
- 1969–1975: Josef Wortmann († 2010)
- 1975–1989: Heinrich Schürhoff
- 1989–1999: Margret Mader (SPD)(1942–2020)
- 1999–2015: Jenz Rother (SPD)(1945–2021)
- 2015–2015: Ulrike Drossel (BBL)

## In Holzwickede geborene Persönlichkeiten
- Agnes von der Vierbecke (?–1378), geboren in Hengsen, versuchte am 4. Oktober 1378 vergeblich, Truppen der Grafen von der Mark Zugang zu Dortmund zu verschaffen. Sie wurde noch am selben Tag in Dortmund als Verräterin verbrannt.
- Friedrich Stehfen (1809–1879), geboren in Rausingen, gründete 1863 das „Hellweger Erziehungsheim“ zur Betreuung von Waisenkindern. Bis zur Auflösung (1942) haben dort über 2000 Waisen Aufnahme gefunden. 1872 gründete Stehfen in Holzwickede auch eine Lehrerausbildungsstätte, die damals Präparandenanstalt genannt wurde.
- Julius Bergmann (1839–1904), Philosoph, geboren in Opherdicke
- Wilhelm Philipps der Ältere (1859–1933), im heutigen Ortsteil Opherdicke geborener evangelischer Theologe und Politiker
- Karl Brauckmann (1862–1938), geboren in Hengsen, errichtete eine der ersten Sonderschulen für Schwerhörige und Ertaubte in Jena und setzte sich für einen Sonderunterricht dieser Menschen ein.
- Hermann Mandel (1882–1946), Theologe und Religionswissenschaftler
- Hermann Strathmann (1882–1966), evangelischer Theologe und Politiker, geboren in Opherdicke
- Wilhelm Schleef (1889–1968), Lehrer, Schriftsteller und Heimatforscher; Publikationen u. a. Dortmunder Wörterbuch, Geschichte der Bauerschaft Sölde und Düet es dat Bauk van Schulte-Wuordelbuk
- Walter Mevius (1893–1975), Biologe
- Wilhelm Deist (1898–1953) war ein deutscher Landrat und Mitglied des Landtags von Nordrhein-Westfalen.
- Gustav Schmidt (1908–1933), Student in Braunschweig, Mitglied der sozialistischen Studentenbewegung, Opfer der Rieseberg-Morde
- Max Wegner (1915–1944) war ein vom Nationalsozialismus geprägter deutscher Schriftsteller.
- Egon Lampersbach (1917–1982), Politiker (CDU), Mitglied des Bundestags
- Willi Dißmann (* 30. Juni 1920 in Holzwickede; † unbekannt), Autor vom Nationalsozialismus geprägter Kinder- und Jugendbücher zwischen 1938 und 1943 (u. a. Drei werden Pimpfe, Der Pimpfenkrieg, Jungen und Mädel im Krieg („Noch ist er Pimpf, aber bald wird er in dem siegreichen Heer des Führers seine Pflicht erfüllen“), Ein Mordskerl, der Kalle!)
- Johannes Dörmann (1922–2009), katholischer Theologe und Missionswissenschaftler
- Herbert Wilhelmy (* 13. Dezember 1927; † 4. März 2012 in Holzwickede) war Heimatforscher und Autor zahlreicher Schriften über die Holzwickeder Geschichte.
- Johannes Erger (1928–2003), Historiker
- Heinz Lanzke (1933–2015), Musikwissenschaftler und Bibliothekar
- Beda Vickermann OFM (1934–2015), geb. in Opherdicke, Franziskaner („Pater Beda“), setzte sich in Südamerika für Arme ein
- Gerhard Schüßler (1937–2005), Großhandelskaufmann, Politiker (FDP), Bürgermeister von Hagen, Abgeordneter zum Deutschen Bundestag
- Ulrike Linnenbrink (* 1947), Autorin
- Klaus Brüngel (* 1949), Komponist, hat zahlreiche musikalische Werke, besonders im E-Book-Format verfasst.
- Karl-Heinz Muddemann (* 1950), Radrennfahrer
- Burkhard Schröder (* 1952), Journalist und Schriftsteller aus Berlin
- Nils Mönkemeyer (* 1978), Bratschist und Hochschullehrer

## Bekannte Einwohner und mit Holzwickede verbundene Persönlichkeiten
- Dechant Alois Gemmeke (* 5. Oktober 1872, † 30. Dezember 1953 in Holzwickede) war seit der Gründung der katholischen Gemeinde Holzwickede fast 57 Jahre in Holzwickede als Seelsorger tätig.
- Herbert Schlieper († 1993) war von 1942 bis 1972 Pfarrer der evangelischen Kirchengemeinde Opherdicke und hatte in seiner Zeit großen Einfluss.
- Der Schriftsteller Walter Vollmer (1903–1965) lebte von 1933 bis 1937 in Holzwickede. Die 1935 erschienenen Romane Land an der Ruhr und Die Schenke zur ewigen Liebe sind vermutlich in Holzwickede geschrieben worden.
- Der ehemalige Fußballprofi und Nationalspieler Hoppy Kurrat (1942–2017) betrieb in Holzwickede eine Gaststätte (Hoppys Treff).
- Vincenz Wiederholt gründete in Holzwickede die „V.W. Werke Vincenz Wiederholt“. Heute ist eine Straße nach ihm benannt.
- Der ehemalige Fußballprofi Martin Kree (* 1965) betreibt in Holzwickede ein IT-Schulungscenter (New Horizons).
- Joachim Huske (1932–2022), deutscher Bergingenieur und Autor vieler Publikationen über Montangeschichte, lebt in Holzwickede.
- Christian Tasche (1957–2013), Schauspieler, bekannt aus dem Kölner Tatort, lebte bis zu seinem Tod 2013 in Holzwickede.